# جزیره کارولین

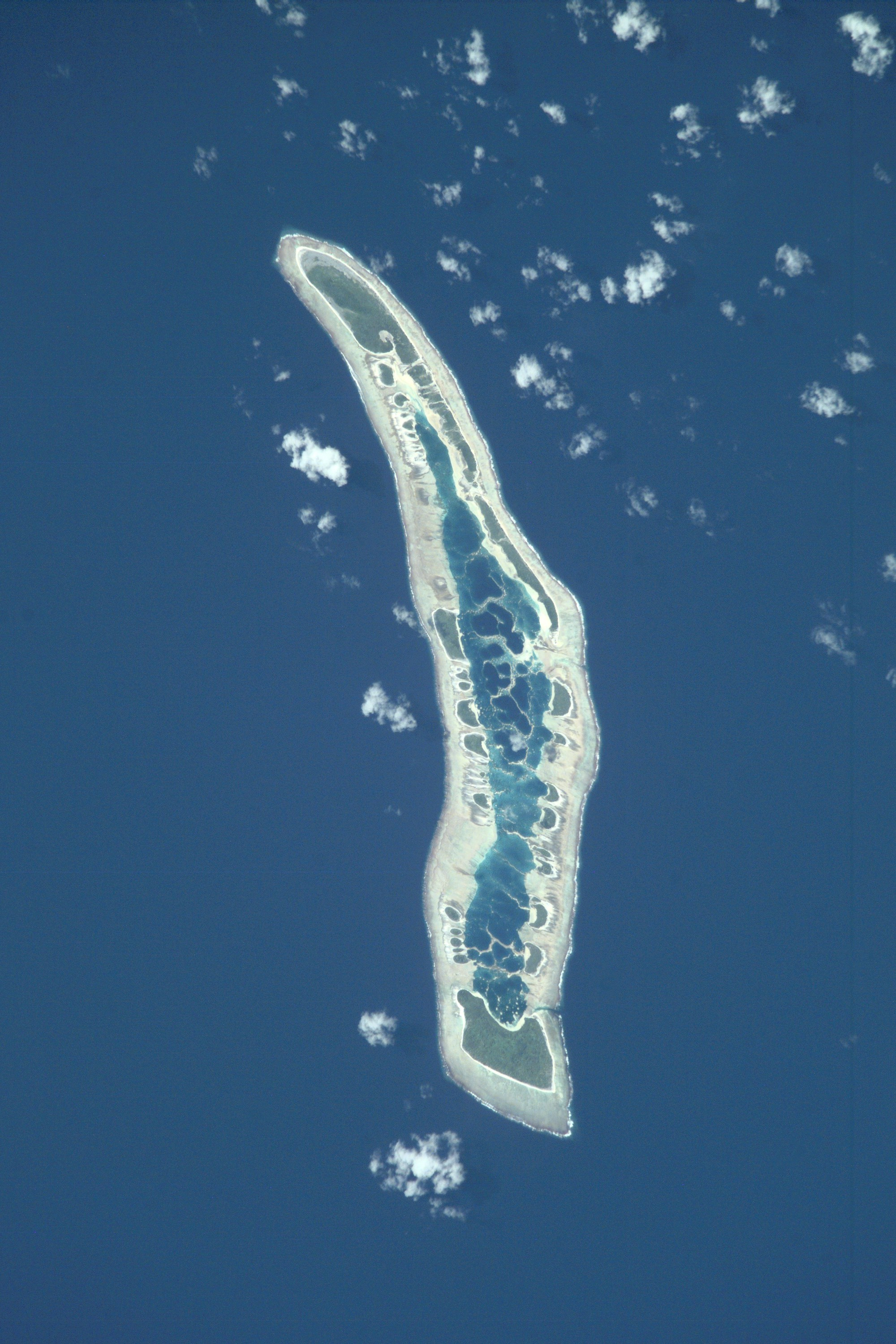
جزیره کارولین

جزیره کارولین (انگلیسی: Caroline Island) یا آب‌سنگ کارولین (Caroline Atoll) که به نام جزیره هزاره (Millennium Island) نیز شناخته می‌شود، شرقی‌ترین نقطه از آب‌سنگ‌های حلقوی در جنوب جزایر لاین است که در میانه اقیانوس آرام قرار دارد.
این جزیره نخستین بار در سال ۱۶۰۶ توسط اروپاییان دیده شد و پادشاهی بریتانیا در سال ۱۸۶۸ ادعای مالکیت آن را نمود و پس از استقلال جمهوری کیریباتی در ۱۹۷۹، بخشی از این جمهوری به‌شمار می‌رود. جزیره کارولین نسبتاً دست‌نخورده باقی مانده و یکی از بکرترین جزایر منطقه گرمسیری دنیا به‌شمار می‌رود. به جز برداشت و تهیه کود مرغی، برداشت مغز نارگیل و سکونت انسان‌ها در سده‌های ۱۹ و ۲۰ طبیعت آن دچار دست‌کاری نشده‌است. این جزیره همچنین یکی از بزرگ‌ترین جمعیت‌های خرچنگ نارگیل را در خود جای داده‌است و محلی مهم برای زادآوری پرنده‌های دریایی به ویژه پرستوی دریایی پشت‌سیاه است.
این جزیره به عنوان «پناهگاه حیات وحش جزیره کارولین» شناخته شده‌است. در سال ۲۰۱۴ دولت کیریباتی محدوده‌ای به عرض ۱۲ مایل دریایی (۲۲ کیلومتر) را به عنوان منطقه انحصاری ماهی‌گیری در اطراف ساحل جنوبی جزایر لاین تعیین کرد که جزیره‌های کارولین، فلینت، وستوک، مالدن و استارباک را در بر می‌گیرد.
جزیره کارولین نخستین نقطه کره زمین به‌شمار می‌رود که روشنایی خورشید را هر روز در بخش عمده طول سال دریافت می‌کند و به دلیل نقش آن در جشن‌های هزاره معروف است. اصلاح و تنظیم دوباره خط روزگردان در سال ۱۹۹۵ باعث شد تا جزیره کارولین یکی از نخستین نقاط روی زمین باشد که روز اول ژانویه ۲۰۰۰ را وارد تقویم می‌کند.